# 뱀톱
뱀톱은 뱀톱아과에 속하며 학명은 Huperzia serrata이다. 몇 개의 줄기가 밑부분에서 분지하여 곧게 자란다. 타원형의 잎이 밀생하며, 줄기 위쪽의 잎겨드랑이에는 1개씩의 포자낭이 생긴다. 또, 잎겨드랑이에 부정아가 형성되어 영양 번식을 하기도 한다